# Dorinel Umbrărescu
Dorinel Umbrărescu (n. 9 noiembrie 1961 în Tănăsoaia, județul Vrancea) este un om de afaceri român.
A lucrat până la începutul anilor 1990 în cadrul Întreprinderii Agricole de Stat din localitatea Podu Turcului, județul Bacău, și a continuat în cadrul autobazei Întreprinderii Regionale de Transporturi Auto din aceeași localitate. A început să-și valorifice instinctul antreprenorial abia la sfârșitul anilor 1990, când și-a făcut debutul în mediul de afaceri cumpărând inițial două camioane cu care a început să facă transport internațional. Succesul nu a întârziat să apară, iar câțiva ani mai târziu deținea deja o flotă de peste o sută de mijloace de transport.
Dorinel Umbrărescu a pus bazele celor două companii care i-au adus succesul, Technostrade și Spedition UMB, pe care le controlează împreună cu soția sa, Mirela Umbrărescu.
Deține companiile de construcții UMB Spedition, Tehnostrade, Com-Axa, Drumuri, A&R, Tehno – Stone și Auto Rom.
Este unul dintre cei supranumiți „regele asfaltului”, alături de Costel Cășuneanu și Nelu Iordache.
În anul 2014, Dorin Umbrărescu a înființat Banca Română de Credite și Investiții (BRCI), prin preluarea ATE Bank România, fosta Mindbank.
Averea lui era estimată la 290-310 milioane de euro în 2022.